# Bertil Andersson (Biochemiker)
Bertil Andersson (* 1948 in Finspång, Schweden) ist ein schwedischer Chemiker und Träger der Wilhelm-Exner-Medaille.

## Leben und Karriere
Bertil Andersson studierte Biochemie an der Umeå Universität in Schweden und habilitierte sich 1978 bzw. 1982 an der Universität Lund. Danach folgte eine Professur an der Universität Stockholm, wo er in der Folge auch Leiter des Departments für Biochemie und Dekan der Fakultät für chemische Wissenschaften wurde. Im Jahr 1999 wurde er Rektor der Linköping Universität. Bis 2007 war Anderson CEO der European Science Foundation in Straßburg. Danach übernahm er das Amt des Provost der Nanyang Technological University in Singapur.
1990 wurde er zum Mitglied der Academia Europaea gewählt. 2012 wurde er als korrespondierendes Mitglied in die Österreichische Akademie der Wissenschaften aufgenommen.

## Wirken
Bertil Andersson ist ein Pflanzenbiochemiker und hat über 300 wissenschaftlichen Arbeiten auf dem Gebiet der Photosyntheseforschung, Biomembranen, Proteinreinigung sowie Einfluss von Lichtstress auf Pflanzen verfasst. In einer Schlüsselarbeit hat er den Nachweis über die räumliche Trennung der zwei Photosynthesesysteme in der oxygenen Photosynthese erbracht, welcher in allen Lehrbüchern der Biochemie und Physiologie der Pflanzen berücksichtigt ist. Weiters war Bertil Andersson der erste Wissenschaftler, der zwei Proteine nachgewiesen hat, die an der Oxydation von photosynthetischem Wasser beteiligt sind. Bertil Andersson war Präsident der Sektion für Chemie der Königlichen Schwedischen Akademie der Wissenschaften von 1998 bis 2003 und Mitglied des Boards der Nobel Foundation von 2000 bis 2006 sowie in der Folge Mitglied und Vorsitzender des Nobel Committees für Chemie und Mitglied des Nobel Trustees Board.

## Auszeichnungen (Auswahl)
- 1989 Norblad-Ekstrand-Medaille der Schwedischen Chemischen Gesellschaft[5]
- 2000 Oscar Carlson-Medaille der Schwedischen Chemischen Gesellschaft[5]
- 2010 Wilhelm-Exner-Medaille